# Guerra romano-sassànida del 602-628
La guerra romano-sassànida del 602-628 fou l'última, la més llarga i la més devastadora de la successió de guerres entre l'Imperi Romà d'Orient i l'Imperi Sassànida. L'anterior conflicte entre les dues potències havia arribat a la seva fi el 591 després que l'emperador Maurici ajudés el rei sassànida Còsroes II a recuperar el tron. El 602, Còsroes feu servir l'assassinat de Maurici per un rival polític, Focas, com a casus belli per envair l'Imperi Romà d'Orient. Els combats es prolongaren durant més de dues dècades i es disputaren a gran part de l'Orient Pròxim, des de Mesopotàmia fins a les portes de Constantinoble, passant pel Caucas, Armènia, el Llevant, Egipte, Anatòlia i el mar Egeu.
Els perses es mostraren superiors durant gairebé tot el conflicte, des del 602 fins al 622, quan arrabassaren als romans la major part del Llevant, Egipte, algunes illes de l'Egeu i parts d'Anatòlia. Tanmateix, en la recta final de la guerra, Heracli, proclamat emperador el 610, es refeu dels seus fracassos inicials i fou capaç de restaurar l'statu quo ante bellum. Els romans posaren els perses contra les cordes i recuperaren la iniciativa atacant les terres iranianes entre el 622 i el 626, mentre que els perses feren causa comuna amb els àvars i els eslaus en un intent fallit de prendre Constantinoble. El 627, Heracli envaí el cor de l'Imperi Sassànida alhora que els seus aliats turcs saquejaven els dominis perses a Transcaucàsia. Això fou el detonant d'una guerra civil a Pèrsia, en el decurs de la qual Còsroes fou derrocat i executat i els perses es rendiren.
El 628 se signà una pau que posava fi a les hostilitats amb condicions força indulgents per als perses derrotats. Tanmateix, tants anys de guerra havien esgotat el capital econòmic i militar dels dos imperis i els deixaren afeblits davant de les invasions musulmanes, que acabarien duent a la caiguda de l'Imperi Sassànida i el fort declivi territorial de l'Imperi Romà d'Orient.